# Anoecia setariae
Anoecia setariae är en insektsart som beskrevs av David D. Gillette och Palmer 1924. Anoecia setariae ingår i släktet Anoecia och familjen långrörsbladlöss. Inga underarter finns listade i Catalogue of Life.